# Shōmetsu Toshi
Shōmetsu Toshi (消滅都市?) es una serie de anime basada en el videojuego japonés del mismo nombre. La serie es producida por el estudio Madhouse y salió al aire el 7 de abril de 2019.

## Argumento
Hace tres años, un fenómeno misterioso ocurrió en Tokio, y cientos de personas desaparecieron sin dejar rastro. Hoy la ciudad es conocida simplemente como "Lost", y la entrada está prohibida mientras el gobierno trata de averiguar qué sucedió. La única sobreviviente del evento es una adolescente llamada Yuki, y en los años intermedios ha sido sometida a una variedad de pruebas por razones no reveladas. Ahora, un grupo misterioso le ha pedido al mensajero Takuya que la libere del alcance de sus captores y la lleve a Lost, como lo pide un mensaje codificado que dice ser de su padre. Takuya acepta el trabajo, pero el grupo conocido como La Agencia no va a dejar que Yuki se vaya sin luchar, y puede costarle la vida.

## Personajes
Yuki (ユキ?)
Voz por: Kana Hanazawa
Una chica que asegura ser la única sobreviviente de la ciudad.
Takuya (タクヤ?)
Voz por: Tomokazu Sugita
Es un repartidor que viaja en una moto para hacer entregas. Al conocer a Yuki la acompaña en búsqueda de su padre a una ciudad desolada.

## Anime
La serie de anime para televisión está basada en el juego del mismo nombre, publicado por Wright Flyer Studios y GREE en mayo de 2014, una segunda parte fue lanzada en noviembre de 2016. El 27 de mayo de 2018 se anunció la adaptación a anime para televisión, dirigida por Shigeyuki Miya y escrita por Shingo Irie, es producida por el estudio Madhouse. Kenji Kawai es el encargado de la música, producida por el sello discográfico Pony Canyon. El anime salió al aire el 7 de abril de 2019 en las cadenas Tokyo MX, ytv, BS11 y AT-X. El tema de apertura es Kotae, interpretado por Mao Abe; el tema de cierre es With Your Breath y es interpretado por SPR5. La serie contará con un total de 12 episodios y esta licenciada y doblada por Funimation.

### Lista de episodios
| # | Título              | Estreno             |
| - | ------------------- | ------------------- |
| 1 | «Pérdida» (消滅)    | 7 de abril de 2019  |
| 2 | «Sacrificio» (犠牲) | 14 de abril de 2019 |
| 3 | «Memoria» (記憶)    | 21 de abril de 2019 |
| 4 | «Sospecha» (疑惑)   | 28 de abril de 2019 |